# Reichstag zu Worms (1173)
Als Reichstag zu Worms 1173 wird ein Aufenthalt Kaiser Friedrich I. (Barbarossa) Ende November und Anfang Dezember 1173 in Worms bezeichnet. Durch Urkunden ist der Aufenthalt des Kaisers in Worms zwischen dem 29. November und dem 3. Dezember 1173 belegt. Eine Reichsversammlung war das aber nicht.

## Kontext
In dieser Phase der Regierung Friedrich I. tobte eine heftige Auseinandersetzung zwischen dem Kaiser einerseits sowie Papst Alexander III. und den lombardischen Städtebund auf der anderen Seite. Bereits auf der Reichsversammlung in Worms im März 1172 war ein Italienzug beschlossen worden, der 1174 dann stattfand. In den Zeugnissen zu der „Reichsversammlung“ im November/Dezember 1173 ist davon aber nicht die Rede.
Der Kaiser hielt sich, unmittelbar bevor er nach Worms kam, in Würzburg auf, von wo er noch am 21. November 1173 an seine Schwester Berta schrieb. Das Weihnachtsfest verbrachte er dann in Erfurt.

## Teilnehmer
Aus der Zeugenlisten der in diesen Tagen in Worms ausgestellten Urkunden ergibt sich die Anwesenheit mindestens folgender Personen neben dem Kaiser:
- König Heinrich (VI.)
- Herzog Friedrich von Schwaben
- Pfalzgraf Otto (I. von Burgund)
- Erzbischof Christian I. von Mainz
- Erzbischof Arnold I. von Trier
- Erzbischof Philipp I. von Köln
- Bischof Hartwig I. von Augsburg
- Bischofs-Elekt Konrad II. von Worms
- Bischofs-Elekt Rabodo von Speyer
- Abt Stephan von Otterberg[7]
- Kanzler Gottfried, Kanzler des Kaisers
- Protonotar Wortwin
- Propst Liupold des Cyriakusstifts in Neuhausen bei Worms
- Propst Emicho des St. Paulusstifts in Worms
- Domdekan Gernod von Worms
- Dekan Wortwin des Cyriakusstifts in Neuhausen bei Worms
- Pfalzgraf Konrad bei Rhein
- Graf Rudolf von Pfullendorf
- Graf Emicho von Leiningen
- Graf Ulrich von Staufen
- Graf Heinrich II. von Diez[7]
- Werner von Bolanden (Ministerialer)
- Philipp von Bolanden (Sohn des Vorigen)
- Walter von Hausen[7]
- Vogt Gerhard von Köln[7]
- Vitztum Burchard von Worms
- Konrad aus Worms
- Richezo aus Worms
- Werner aus Worms
- Giselbrecht, Johann, Hecil, Rugger, Heinrich (Bruder des Vorgenannten)

## Inhalt
Keines der erhaltenen Zeugnisse dieses kaiserlichen Aufenthalts in Worms, der in der Literatur auch als „Reichsversammlung“ gewertet wird, benennt das auch als solche. Reichs- oder außenpolitisch Relevantes bezeugt keine der erhaltenen Quellen. Vielmehr handelt es sich zum einen um die Stiftung eines Jahresgedächtnisses durch den kaiserlichen Kaplan Hartwig in den Kirchen St. Peter, St. Cyriacus in Neuhausen, St. Marien, St. Paul, St. Andreas und St. Martin in und bei Worms. Entsprechend zahlreich sind Wormser in der respektiven Zeugenliste vertreten. Zum anderen wird beurkundet, dass Erzbischof Philipp von Köln mit Abt Stephan von Otterberg Güter tauscht. Da diese anreisen mussten, ist die Zeugenliste in deren Urkunde sehr viel kürzer.
Damit sind die Quellen über diese „Reichsversammlung“ aber auch schon erschöpft und es bleibt damit doch sehr fraglich, ob eine solche überhaupt stattfand oder Ende November und Anfang Dezember 1173 in Worms nicht einige führende Personen des Reiches den Kaiser in Worms trafen, weil sie formale Beurkundungen in wichtigen Rechtsgeschäften benötigten.